# Ольдоини, Энрико
Энрико Ольдоини (итал. Enrico Oldoini; 4 мая 1946, Ла-Специя — 10 мая 2023, Рим) — итальянский кинорежиссёр

 и сценарист.

## Биография
Сначала учился в Римском университете в Риме, затем поступил в Академию драматического искусства. Сотрудничал в написании сценариев с такими режиссёрами, как Паоло Кавара, Альберто Латтуада, Паскуале Феста Кампаниле, Нанни Лой, Серджио и Бруно Корбуччи, Маурицио Понци, Карло Вердоне, Лина Вертмюллер и Марко Феррери.
В последние годы посвятил себя режиссуре телевизионных фильмов и мини-сериалов: «Бог видит и обеспечивает» (1996—1997), затем снял телефильм «Голый продажу собственности». Потом снимал телесериалы: «Дон Маттео» (2000, 2002) «Круиз» (2001), «Судья Мастранджело» (2005, 2007) и другие.
Умер 10 мая 2023 года в возрасте 77 лет.

## Фильмография

### Кино
- 1984 — Буря в сердце / Cuori nella tormenta
- 1985 — Он хуже меня / Lui è peggio di me
- 1986 — Яппи 2 / Yuppies 2
- 1987 — Переодетые, или Как трудно быть женщиной / Bellifreschi
- 1988 — Прощай, малышка / Bye Bye Baby
- 1988 — На всю катушку / Una botta di vita
- 1990 — Рождественские каникулы-90 / Vacanze di Natale '90
- 1991 — Рождественские каникулы-91 / Vacanze di Natale '91
- 1992 — 90-е годы / Anni 90
- 1993 — 90-е годы — часть II / Anni 90 — Parte II
- 1994 — Итальянское чудо / Miracolo italiano
- 1998 — Мошенник в раю / Un bugiardo in paradiso
- 2004 — Тринадцать за столом / 13dici a tavola
- 2008 — Невеста папы / La fidanzata di papà
- 2009 — Чудовища сегодня / I mostri oggi

### Телевидение
- 2000—2002 — Дон Маттео / Don Matteo
- 2011—н. в. — Шаг с неба / Un passo dal cielo